# Caroline Dhavernas
Caroline Dhavernas (Montreal, 15 mei 1978) is een Canadees actrice en voormalig kindster. Ze werd in 2015 genomineerd voor een Saturn Award voor haar rol als dokter 'Alana Bloom' in de televisieserie Hannibal.
Dhavernas speelt zowel Franstalige als Engelstalige rollen en is te zien in onder meer de films Lost and Delirious, La belle bête en als hoofdpersonage Jaye Tyler in de televisieserie Wonderfalls. Ze werd in 2006 genomineerd voor twee Genie Awards: een voor het door haar samen met Patrick Watson gezongen Trace-Moi in La belle bête en een voor haar bijrol in Niagara Motel. Dhavernas kreeg in 2017 een hoofdrol als titelpersonage Mary Harris in de dramaserie Mary Kills People.
Dhavernas is een dochter van acteursechtpaar Sébastien Dhavernas en Michele Deslauriers, die beide voornamelijk Franstalige titels achter hun naam hebben. Ze begon als achtjarige met het inspreken van haar stem voor nasynchronisaties van kinderseries. Toen Dhavernas de hoofdrol speelde in de Engelstalige serie Wonderfalls, sprak ze ook de stem in van haar eigen personage voor de Franstalige versie hiervan.
Dhavernas werd in september 2018 moeder van een dochter.

## Filmografie
*Exclusief televisiefilms
| - Hochelaga, Terre des Âmes (2017) - De père en flic 2 (2017) - Easy Living (2017) - Chasse-Galerie (2016) - The Forbidden Room (2015) - Le vrai du faux (2014) - Goodbye World (2013) - Mars et Avril (2012) - Wrecked (2010) - Devil (2010) - The Switch (2010) - De père en flic (2009, aka Father and Guns) - The Cry of the Owl (2009) - Passchendaele (2008) - Surviving My Mother (2007) - Breach (2007) - La belle bête (2006, aka The Beautiful Beast) | - Hollywoodland (2006) - Comme tout le Monde (2006, aka Mr. Average) - Niagara Motel (2006) - These Girls (2005) - Nez rouge (2003, aka Red Nose) - The Tulse Luper Suitcases: Antwerp (2003) - The Tulse Luper Suitcases, Part 1: The Moab Story (2003) - The Baroness and the Pig (2002) - Edge of Madness (2002) - Les moutons de Jacob (2002) - Out Cold (2001) - Heart: The Marilyn Bell Story (2001) - Lost and Delirious (2001) - L'île de sable (1999) - Running Home (1999) - L'oreille de Joé (1996) - Cap Tourmente (1993) |

## Televisieseries
*Exclusief eenmalige (gast)rollen
- Mary Kills People - Mary Harris (2017-...)
- Blue Moon - Sherry Graham (2016, twintig afleveringen)
- Les beaux malaises - Jeune Monique (2014-2016, vijf afleveringen)
- Hannibal - Alana Bloom (2013-2015, 39 afleveringen)
- Off the Map - Lily Brenner (2011, dertien afleveringen)
- The Pacific - Vera Keller (2010, twee afleveringen)
- Wonderfalls - Jaye Tyler (2004, veertien afleveringen)
- Lobby - Roxanne Roy (1997, acht afleveringen)

- Bibliothèque nationale de France: cb16206835n (data)
- Gemeinsame Normdatei: 1061997391
- International Standard Name Identifier: 0000 0001 1456 4542
- Library of Congress Control Number: no2008137109
- Nationale Bibliotheek van Tsjechië: xx0152300
- Nationale Bibliotheek van Israël: 987007320198705171
- Système universitaire de documentation: 155666274
- Virtual International Authority File: 122219090
- WorldCat: E39PBJcc7xfCP7Pgd6Y63jmjmd